# آ۲ (ورزش)
آ۲ (به انگلیسی: A2) یک کلاس در کلاس‌بندی ورزشی افراد قطع عضو مورد استفاده سازمان بین‌المللی ورزش‌های معلولان، برای افراد قطع عضو مادرزاد یا پس از آن است. این کلاس مربوط به افرادی است که تنها یک پا را از بالای زانو ندارند.